# Ливингтон Мејнор (Њујорк)
Ливингтон Мејнор (енгл. Livingston Manor) насељено је место без административног статуса у америчкој савезној држави Њујорк.

## Демографија
По попису из 2010. године број становника је 1.221, што је 134 (-9,9%) становника мање него 2000. године.
| Група             | 2000.         | 2010.       |
| Белци             | 1.088 (80,3%) | 995 (81,5%) |
| Афроамериканци    | 84 (6,2%)     | 61 (5,0%)   |
| Азијати           | 13 (1,0%)     | 18 (1,5%)   |
| Хиспаноамериканци | 160 (11,8%)   | 126 (10,3%) |
| Укупно            | 1.355         | 1.221       |